# Saint-Ouen-des-Alleux
Saint-Ouen-des-Alleux település Franciaországban, Ille-et-Vilaine megyében. Lakosainak száma 1308 fő (2022. január 1.). Saint-Ouen-des-Alleux Mézières-sur-Couesnon, Saint-Christophe-de-Valains, Le Tiercent, Vieux-Vy-sur-Couesnon, Saint-Hilaire-des-Landes és Rives-du-Couesnon községekkel határos.

## Népesség
A település népessége az elmúlt években az alábbi módon változott:
| Lakosok száma | 829  | 729  | 797  | 1170 | 1303 | 1293 | 1296 | 1313 | 1321 | 1308 |
|               | 1968 | 1982 | 1990 | 2006 | 2013 | 2015 | 2017 | 2019 | 2020 | 2022 |